# 龍造寺家和
龍造寺 家和（りゅうぞうじ いえかず）は、戦国時代の武将。龍造寺氏15代当主。

## 略歴
肥前国国人・龍造寺氏14代当主・龍造寺康家の次男として誕生。長兄・胤家が家中に争いを起こして出奔したため、家督を相続して15代当主となる。永正4年（1507年）に大内義興が中国・四国・九州の諸大名を招集して上洛を開始した際、大内軍の一員として上洛した。その後は九州千葉氏や大内氏に従いながら肥前に勢力を保った。
享禄元年（1528年）に死去。跡を嫡男・胤和が継いだ。